# ملکا، گجرات
ملکا (به انگلیسی: Malka) یک شهرک در پاکستان است که در ناحیه گجرات واقع شده‌است.